# Spitsschubbige parasolzwam
De spitsschubbige parasolzwam (Echinoderma asperum) is een schimmel behorend tot de familie Agaricaceae. Deze zwam is een grote, bruinachtige paddenstoel met witte lamellen en een wratachtige of schilferige hoed. Hij leeft saprotroof op humus of strooisel in loof- en naaldbossen, parken en tuinen op voedselrijke bodems, ook bij composthopen.

## Synoniemen
Synoniemen van de wetenschappelijke naam Echinoderma asperum zijn Cystolepiota aspera, Lepiota acutesquamosa, Lepiota acutesquamosa var. furcata, Lepiota friesii en Lepiota aspera.

## Kenmerken

### Uiterlijke kenmerken
Hoed
De aanvankelijk kegelvormige tot klokvormige, later uitgespreide platte hoed bereikt een diameter van 10 tot 15 cm. De oker-crèmekleurige hoedhuid is tot aan de rand dicht bedekt met spitse, kegelvormige, bruinachtige schubben, die ook op oudere leeftijd in het midden een min of meer gesloten omhulsel vormen.
Lamellen
De lamellen staan vrij van de steel. Ze zijn witachtig, later bruinachtig, zijn dicht opeengepakt en vaak gevorkt nabij de steel.
Steel
De steel is 5 tot 10 cm lang en 0,5 tot 1,5 cm dik. De brede steel heeft een bolvormige verdikte tot 2,5 cm, soms omrande voet. Het gedeeltelijke velum blijft als een vluchtige en vliezige ring aan de steel vastzitten nadat de hoed is uitgevouwen. Het is witachtig van kleur en heeft bruinachtige schubben aan de onderrand. De steel is crème boven de ring en hoedkleurig gekleurd hieronder. Het oppervlak heeft een vezelige en schilferige structuur, vooral in het onderste gedeelte.
Geur
Het vlees is wit en de geur is onaangenaam scherp, gasachtig.

### Microscopische kenmerken
De langwerpige spoelvormige sporen zijn 7,5-9,5 µm lang en 2,5-3,5 µm breed. De cystidia aan de lamelranden hebben een knotsvormige tot ronde steelvorm en komen ook af en toe voor op het oppervlak van de lamellen.

## Verspreiding
De spitsschubbige parasolzwam komt in Nederland algemeen en in België vrij algemeen voor.